# Rhaphiodon
Genre
Rhaphiodon est un genre de poissons téléostéens de la famille des Cynodontidae et de l'ordre des Characiformes. Le genre Rhaphiodon est monotypique, c'est-à-dire qu'il n'est composé que d'une seule espèce, Rhaphiodon vulpinus.

## Liste d'espèces
Selon FishBase (19 juin 2015):
- Rhaphiodon vulpinus Spix & Agassiz, 1829